# Callambulyx kitchingi
Callambulyx kitchingi is een vlinder uit de familie van de pijlstaarten (Sphingidae). De wetenschappelijke naam van de soort werd in 1996 gepubliceerd door Jean-Marie Cadiou.